# Пресостат
Пресостат е управляващо устройство, което следи налягането (в хладилни системи, водопроводни мрежи и др.) в определени граници и изработва управляващ сигнал, например за пускане или спиране на някаква помпа или компресор.